# 比利牛斯臆羚
比利牛斯臆羚(在法语中为 Izard或Isard，在西班牙语中为 Rebeco或Sarrio)生活于比利牛斯山脉、坎塔布连山脉和亚平宁山脉。是臆羚(Rupicapra rupicapra)的同属近亲。
比利牛斯臆羚(Rupicapra pyrenaica)的肩高为80厘米。其夏天的毛色为红色，冬天为棕黑色。雌雄都有向后弯的角，角长20厘米。以草、嫩芽和荔枝为食。非常灵敏。生活于海拔3000米的山区。
由于人类的无限制地捕杀，目前世界上只有25000只比利牛斯臆羚。